# Nowy Zaścianek
Nowy Zaścianek – dawny zaścianek. Tereny na których był położony, leżą obecnie na Litwie, w okręgu uciańskim, w rejonie ignalińskim, starostwie Rymszany.

## Historia
W czasach zaborów w granicach Imperium Rosyjskiego.
W dwudziestoleciu międzywojennym zaścianek leżał w Polsce, w województwie nowogródzkim (od 1926 w województwie wileńskim), w powiecie brasławskim, w gminie Widze.
Według Powszechnego Spisu Ludności z 1921 roku zamieszkiwało tu 7 osób, wszystkie były wyznania rzymskokatolickiego i zadeklarowały polską przynależność narodową. Był tu 1 budynek mieszkalny. W 1931 w 1 domu zamieszkiwało 8 osób.
Miejscowość należała do parafii rzymskokatolickiej w Widzach. Podlegała pod Sąd Grodzki w Turmoncie i Okręgowy w Wilnie; właściwy urząd pocztowy mieścił się w Widzach.